# 10477 Lacumparsita
10477 Lacumparsita este o planetă minoră (asteroid), cu un diametru de 3,048 km, din centura de asteroizi. A fost descoperită pe 2 martie 1981 la Observatorul Siding Spring de Schelte J. Bus și a fost numită după La cumparsita⁠(d). 
Obiectul prezintă o orbită caracterizată de o semiaxă mare de 2,3330332 UAi, o excentricitate de 0,13, o înclinație de 8,14668 ° în raport cu ecliptica.